# (16515) Usmanʹgrad
(16515) Usmanʹgrad es un asteroide perteneciente al cinturón de asteroides, descubierto el 15 de noviembre de 1990 por la astrónoma soviética Liudmila Chernyj desde el Observatorio Astrofísico de Crimea (República de Crimea).

## Designación y nombre
Designado provisionalmente como 1990 VN14. Fue nombrado Usmanʹgrad en homenaje a la histórica ciudad rusa Usmán.